# ピーター・ガン
ピーター・ガン (Peter Gunn) は、アメリカ合衆国の私立探偵物の連続テレビドラマ。1958年から1961年まで、始めはNBCで、後にABCで放映された。番組はブレイク・エドワーズが製作し、脚本、監督も担当した。30分のエピソードが合計114本製作された。
日本では1961年1月2日から同年7月31日までTBS系列で放送された。森下仁丹の一社提供。
1989年には映画版が製作され、日本では1990年3月21日に日本コロムビアから日本語字幕版のビデオが発売された（規格品番:HC-475）。

## ピーター・ガン
タイトルでもある主人公のピーター・ガンはクレイグ・スティーブンスが演じた。ガンはフィルム・ノワールに登場する典型的な私立探偵で、1950年代後半のアメリカのテレビでは人気のあるジャンルであった。しかしながら、その特色はサム・スペードやフィリップ・マーロウといったハードボイルド探偵とは異なっていた。ガンは洗練された「ヒップスター」であり、身なりのきれいなクール・ジャズ好きであった。他の刑事はしばしば下品に描かれ、ガンは「クール」の典型として描かれた。彼は無名の港町で活動し、波止場近くのジャズクラブの常連客であった。ガールフレンドのエディ・ハート（ローラ・オルブライト）はクラブのシンガーであった。ハーシェル・ベルナルディはジャコビー刑事を演じた。

## キャスト
- ピーター・ガン：クレイグ・スティーブンス（声：芦田伸介）
- エディ・ハート：ローラ・オルブライト（声：林肱子[要出典]）
- ジャコビー警部：ハーシェル・ベルナルディ

## 主なゲスト
- フランシス・デ・セールズ：1960年のエピソード「Hot Money」で検察官を演じた。
- ドン・キーファー：1959年のエピソード「Death Is a Red Rose」でジョン・アラステアを演じた。
- タイラー・マクヴェイ：1958年の「The Vicious Dog」および1960年の「Death Across the Board」に登場した。
- バーバラ・スチュアート：1958年および1961年に「The Blind Pianist」「The Briefcase」「Come Dance with Me and Die」の3話で異なる役柄で登場した。

## シリーズの起源
ブレイク・エドワーズは以前に考えた探偵を元にピーター・ガンを作り出した。「私立探偵リチャード・ダイアモンド Richard Diamond, Private Detective」はディック・パウエルが主演となり1949年から53年までラジオで放送されたドラマであった。これは後にテレビ版がデヴィッド・ジャンセンを主演として1957年から60年まで放送された。このリチャード・ダイアモンドの成功がピーター・ガンの創造へ繋がる。エドワーズは以前にブライアン・キースのため「マイク・ハマー」のテレビ用パイロット版の脚本を執筆していた。

## 音楽
当時のテレビドラマではオーケストラによる楽曲の使用が一般的であったが、本作ではモダン・ジャズがバックミュージックとして使用された。本作の印象的なテーマ曲はヘンリー・マンシーニが作曲し、彼のオーケストラによって演奏された（当時ジョン・ウィリアムズもオーケストラの一員であった）。トランペット奏者のショーティ・ロジャースと言った有名なジャズ・ミュージシャンが初期のエピソードに特別出演している。
サウンドトラック・アルバムはビルボードのLPチャートで1位を記録するヒットとなった。マンシーニの作曲した「ピーター・ガンのテーマ」は印象的な曲であり、多くのジャズやロックのミュージシャンによってカバーされた。
また放送期間中の1959年には、エディ・ハート役のローラ・オルブライトがマンシーニのサポートによりアルバム「DREAMSVILLE」を発表している。

## 参照
1. 1 2 3 4 5  Snauffer, Douglas (2006-09), Crime television, pp. 22–24, ISBN 978-0-275-98807-4
2. ↑  「TBS50年史 資料編」（TBS）137頁 2002年